# Film bulgari proposti per l'Oscar al miglior film straniero
A partire dal 1972 la Bulgaria ha cominciato a presentare film all'Academy of Motion Picture Arts and Sciences che la rappresentassero all'Oscar come miglior film di lingua straniera. Tuttavia fino ad ora nessun film bulgaro è entrato a far parte della cinquina finale delle nomination.
| Anno | Film                                         | Regia                              | Risultato     |
| ---- | -------------------------------------------- | ---------------------------------- | ------------- |
| 1972 | Taraležite se raždat bez bodli               | Dimităr Petrov                     | Non candidato |
| 1973 | Il corno di capra (Kozijat rog)              | Metodi Andonov                     | Non candidato |
| 1975 | Posledno ljato                               | Hristo Hristov                     | Non candidato |
| 1980 | Barierata                                    | Hristo Hristov                     | Non candidato |
| 1983 | Han Asparuh                                  | Ljudmil Stajkov                    | Non candidato |
| 1989 | Za kude putuvate                             | Rangel Vălčanov                    | Non candidato |
| 1990 | Margarit e Margarita (Margarit i Margarita)  | Nikolaj Volev                      | Non candidato |
| 1991 | Kladenecăt                                   | Dočo Bodžakov                      | Non candidato |
| 1994 | Sezonăt na kanarčetata                       | Evgenij Mihajlov                   | Non candidato |
| 2001 | Pismo do Amerika                             | Iglika Trifonova                   | Non candidato |
| 2002 | Sădbata kato plăh                            | Ivan Pavlov                        | Non candidato |
| 2003 | Podgrjavane na včerašnija obed               | Kostadin Bonev                     | Non candidato |
| 2004 | Pătuvane kam Jerusalim                       | Ivan Ničev                         | Non candidato |
| 2005 | Mila ot Mars                                 | Zornica Sofija                     | Non candidato |
| 2006 | Otkradnati oči                               | Radoslav Spasov                    | Non candidato |
| 2007 | Majmuni prez zimata                          | Milena Andonova                    | Non candidato |
| 2008 | Pazačăt na mărtvite                          | Ilijan Simeonov                    | Non candidato |
| 2009 | Dzift                                        | Javor Gǎrdev                       | Non candidato |
| 2010 | Svetǎt e goljam i spasenie debne otvsjakăde  | Stefan Komandarev                  | Short-list    |
| 2011 | Iztočni piesi                                | Kamen Kalev                        | Non candidato |
| 2012 | Tilt                                         | Viktor Čučkov                      | Non candidato |
| 2013 | Kecove                                       | Valeri Jordanov                    | Non candidato |
| 2014 | Cvetǎt na hameleona                          | Emil Hristov                       | Non candidato |
| 2015 | Rapsodia bulgara (Bulgarian Rhapsody)        | Ivan Ničev                         | Non candidato |
| 2016 | Sădilišteto                                  | Stefan Komandarev                  | Non candidato |
| 2017 | Karăci                                       | Ivajlo Hristov                     | Non candidato |
| 2018 | Glory - Non c'è tempo per gli onesti (Slava) | Kristina Grozeva e Petăr Vălčanov  | Non candidato |
| 2019 | Omnipresent                                  | Ilijan Dževelekov                  | Non candidato |
| 2020 | Ága                                          | Milko Lazarov                      | Non candidato |
| 2021 | Bashtata (Бащата)                            | Kristina Grozeva e Petar Valchanov | TBD           |

| Non candidato | Il film è stato proposto per la candidatura, ma non è stato selezionato dall'Academy of Motion Picture Arts and Sciences. |
| Short-list    | Il film è entrato nella "short-list" stilata a gennaio dei nove candidati per l'Oscar al miglior film straniero.          |
| Candidato     | Il film è entrato a far parte dei cinque candidati per l'Oscar al miglior film straniero.                                 |
| Vincitore     | Il film ha vinto l'Oscar al miglior film straniero.                                                                       |